# Distretto di Muñani
Il distretto di Muñani è un distretto del Perù, facente parte della provincia di Azángaro, nella regione di Puno.